# ロイヤル・エア・モロッコ
ロイヤル・エア・モロッコ（英語:Royal Air Maroc, アラビア語: الخطوط الملكية المغربية）はカサブランカのムハンマド5世国際空港に拠点を置くモロッコの国営航空会社である。モロッコの「フラッグ・キャリア」である。アラブ航空会社機構（AACO）の一員でもある。

## 歴史
- 1946年に設立されたCompagnie Chérifienne de'l Air、1947年に設立されたCompagnie Chérifienne de Transports Aériens Air Marocの合併で、1953年7月に設立された[1]。株式の約2/3をモロッコ政府が保有する。
- 1957年6月28日、ロイヤル・エア・モロッコと改称された。
- 1958年5月、2機のシュド・カラベルを発注した[2]。1958年7月、エールフランスから4機のロッキードL-749コンステレーションをリース導入し、長距離路線を拡大。
- 1969年、ボーイング727を発注[3]。
- 1970年4月2日、フォッカーF-27で国内線を運航する子会社「ロイヤル・エア・インター」の運航を開始。
- 1975年4月、リース導入したボーイング707を使用し、アラブ航空会社として初めてニューヨークに就航。
- 1978年9月、ボーイング747-200Bを導入。
- 1983年、国際航空運送協会（IATA）に加盟。
- 1986年7月、シアトル線でボーイング757の運航を開始した。アフリカの航空会社として初めて、ボーイング757を導入した。
- 2000年、ボーイング737NG世代機20機、エアバスA321型機44機を発注した。
- 2002年、ボーイング767を2機リース導入し、ボーイング747型機を置き換えた。
- 2006年後半、モロッコ・EU間でオープンスカイ協定が結ばれた。これにより、格安航空会社との激しい競争に直面した。
- 2020年4月1日、航空連合ワンワールドに加盟した[4]。加盟に合わせて、「member of Oneworld」の特別塗装をまとったボーイング787-8（機体番号：CN-RGB）がお披露目されている。
- 2023年6月、今後10年間で保有機材の規模を倍増させ、ヨーロッパ路線を大幅に拡張する計画を発表した。
- 2023年10月には、2030 FIFAワールドカップによる需要に応えて、成長するアフリカ市場での存在感を強化することを目的として、10年以内に200機の航空機を購入する計画を発表した。

## 機材

### 現在の運航機材
| 機材                                   | 運用数 | 発注数 | 座席数 | 座席数 | 座席数 | 備考 |
| 機材                                   | 運用数 | 発注数 | C      | Y      | 計     | 備考 |
| -------------------------------------- | ------ | ------ | ------ | ------ | ------ | ---- |
| ボーイング737-800                      | 28     | -      | 12     | 147    | 159    |      |
| ボーイング737-8 MAX                    | 5      | 6      | 12     | 144    | 156    |      |
| ボーイング787-8                        | 5      | -      | 18     | 256    | 274    |      |
| ボーイング787-9                        | 6      | -      | 24     | 278    | 302    |      |
| ボーイング787-9                        | 6      | -      | 16     | 304    | 320    |      |
| エンブラエル E190                      | 4      | -      | 12     | 84     | 96     |      |
| ロイヤル・エア・モロッコ・エクスプレス |        |        |        |        |        |      |
| ATR 72-600                             | 6      | -      | -      | 70     | 70     |      |
| 貨物用機材                             |        |        |        |        |        |      |
| ボーイング767-300ER(BCF)               | 1      | -      | 貨物   | 貨物   | 貨物   |      |
| 計                                     | 55     | 6      |        |        |        |      |

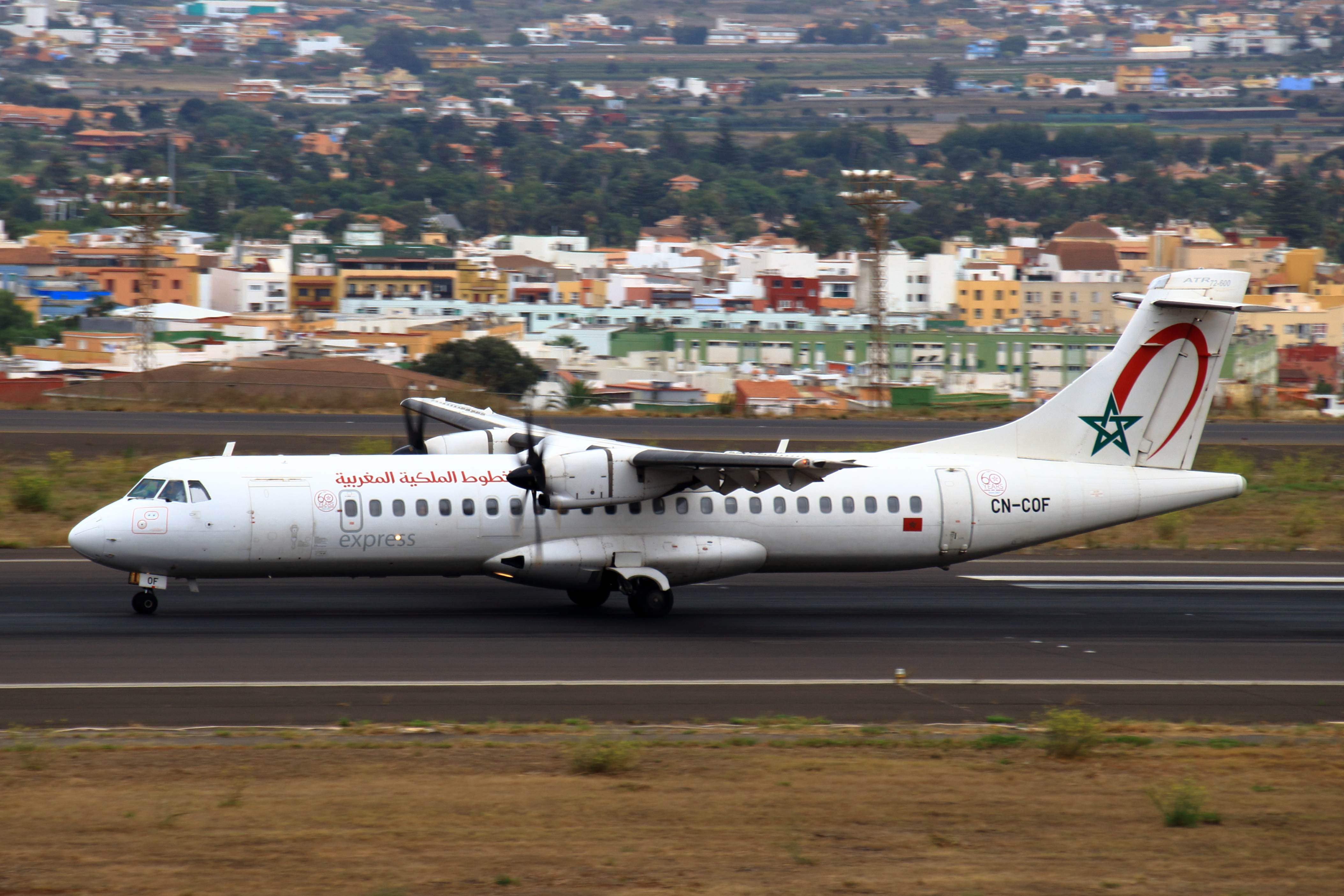
ATR 72-600
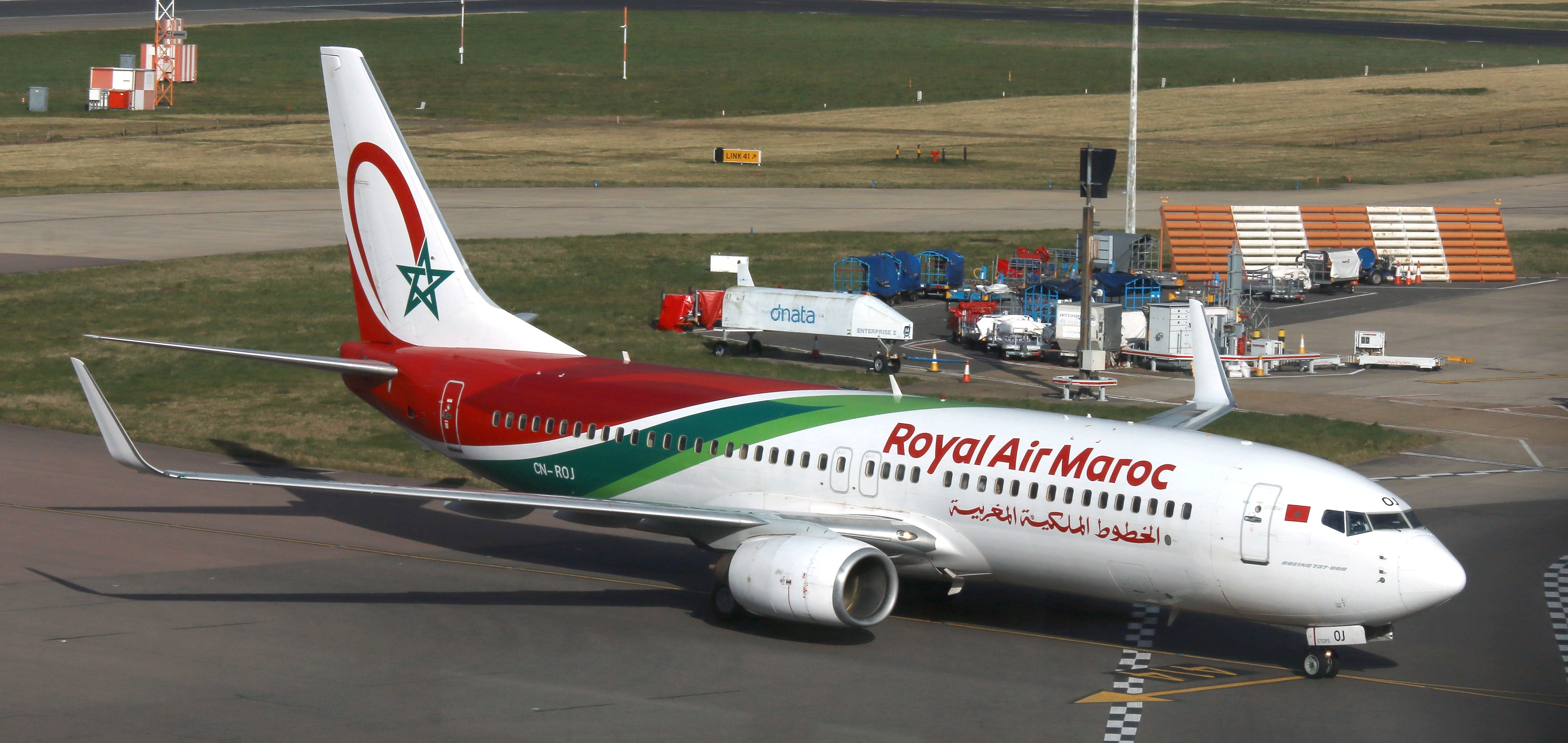
ボーイング737-800
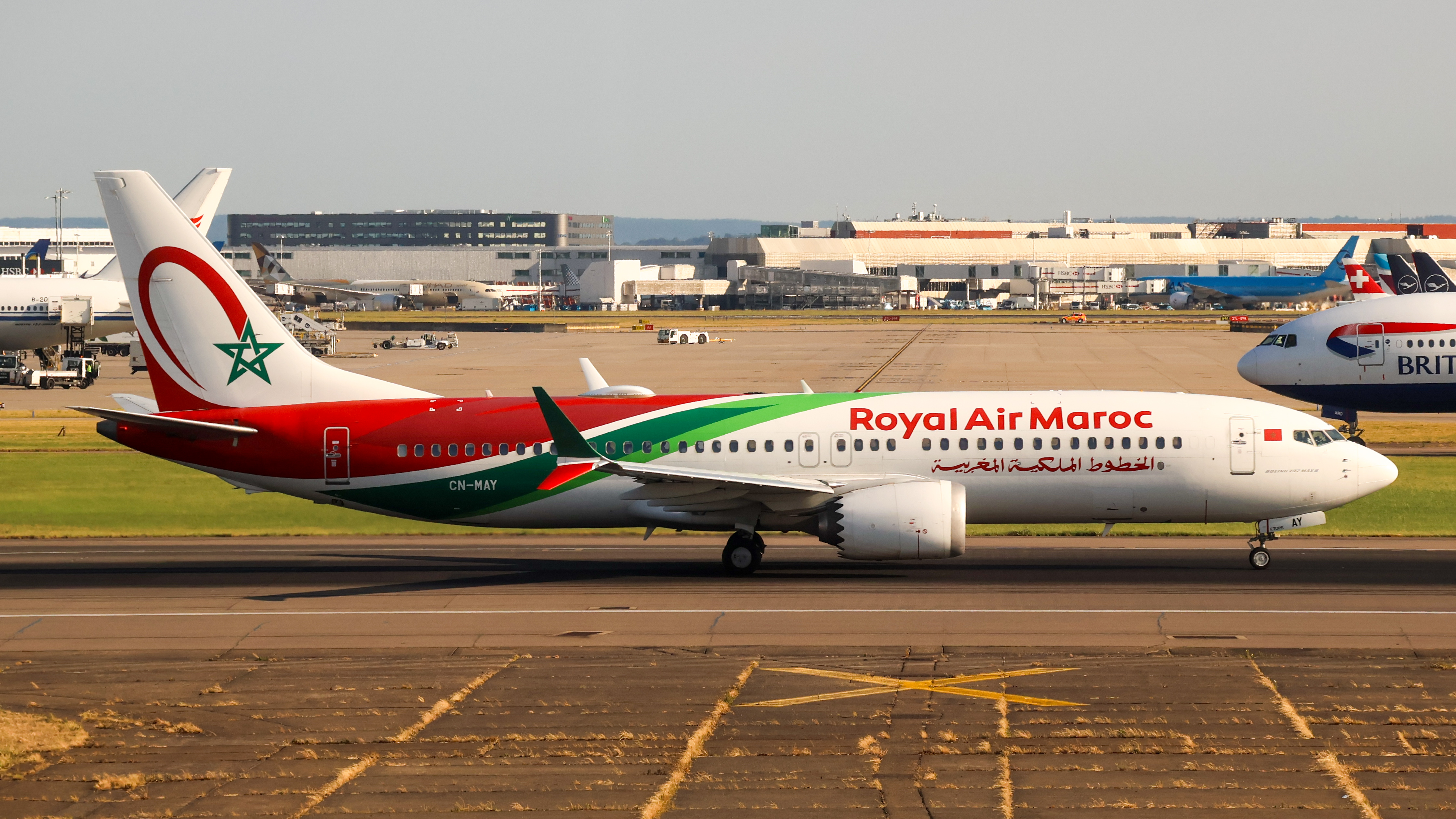
ボーイング737 MAX 8
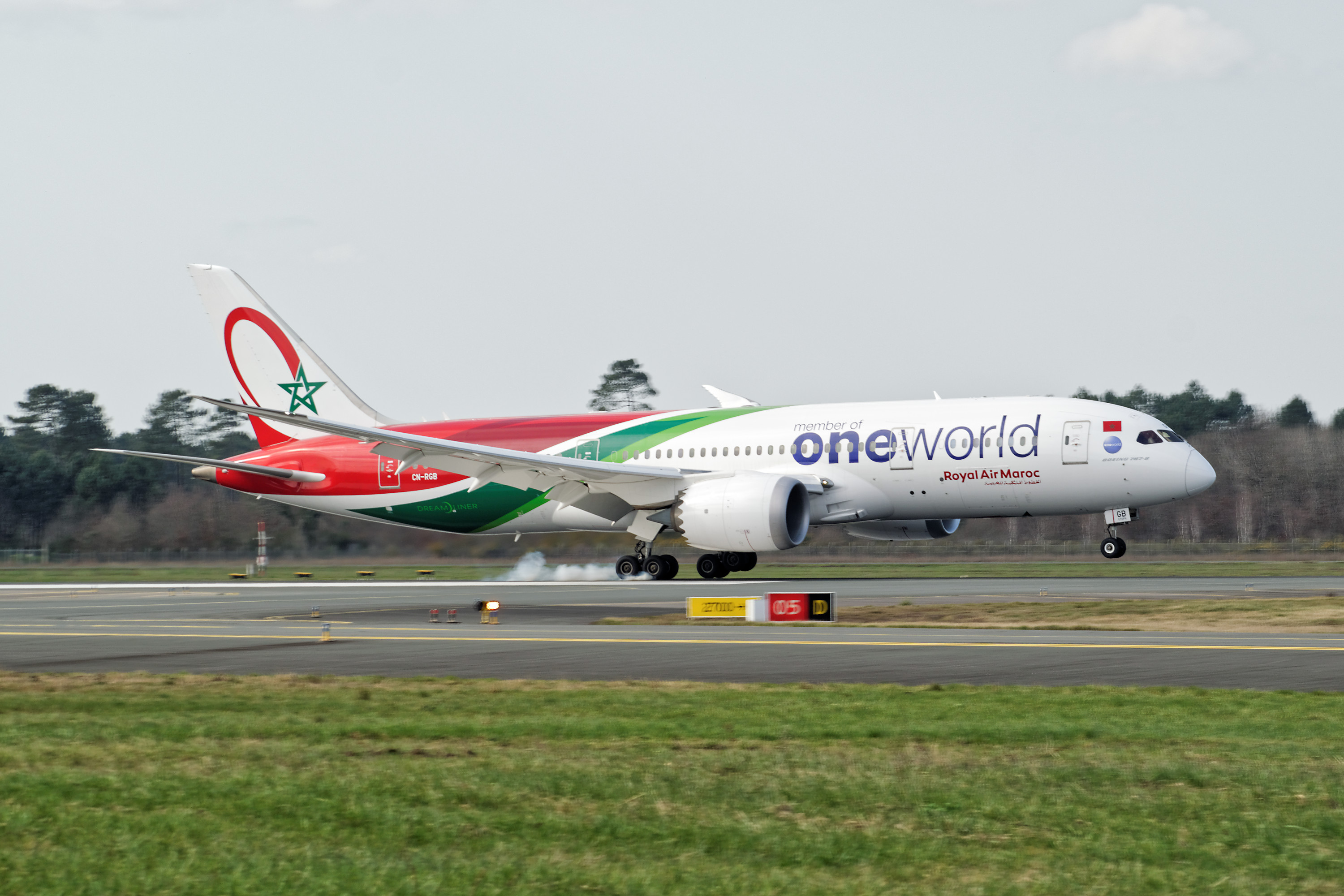
ボーイング787-8（ワンワールド塗装）
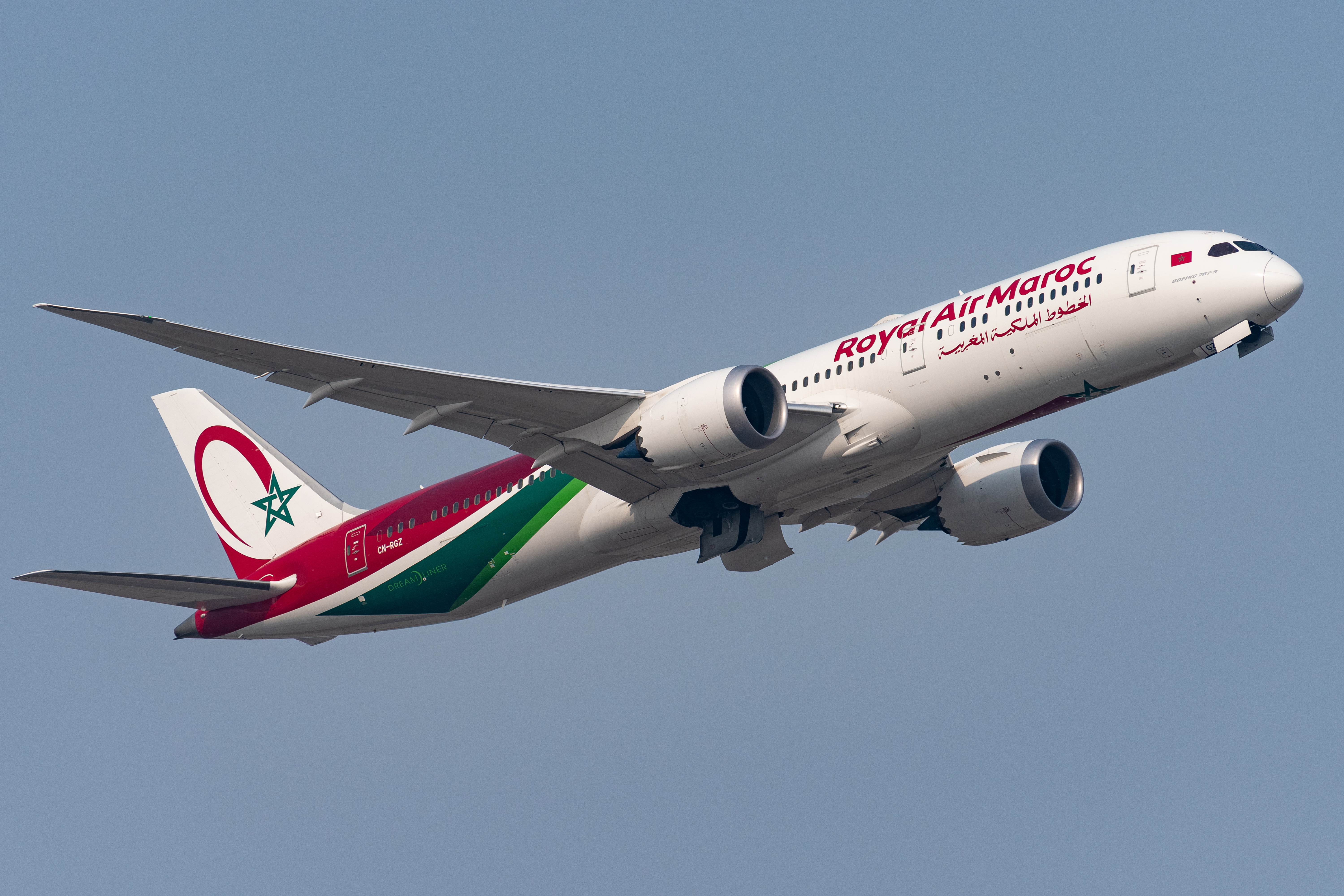
ボーイング787-9
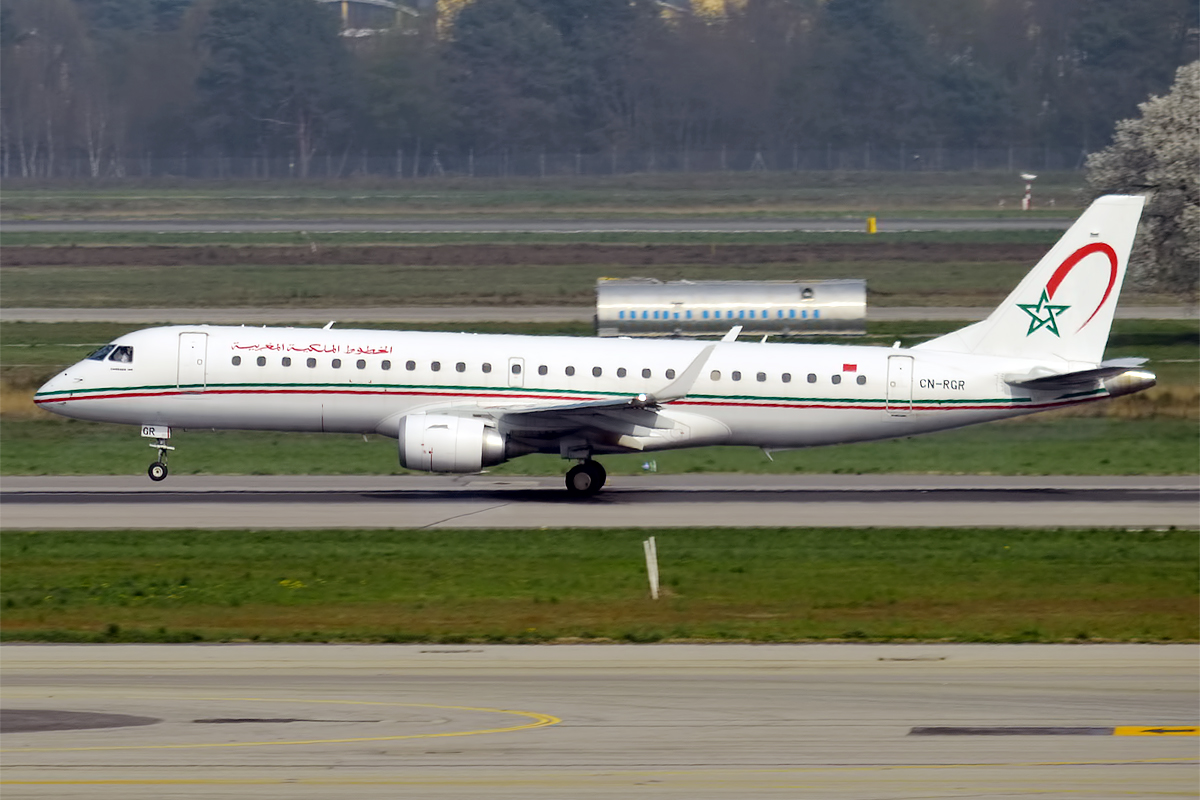
エンブラエル E190

### 退役機材

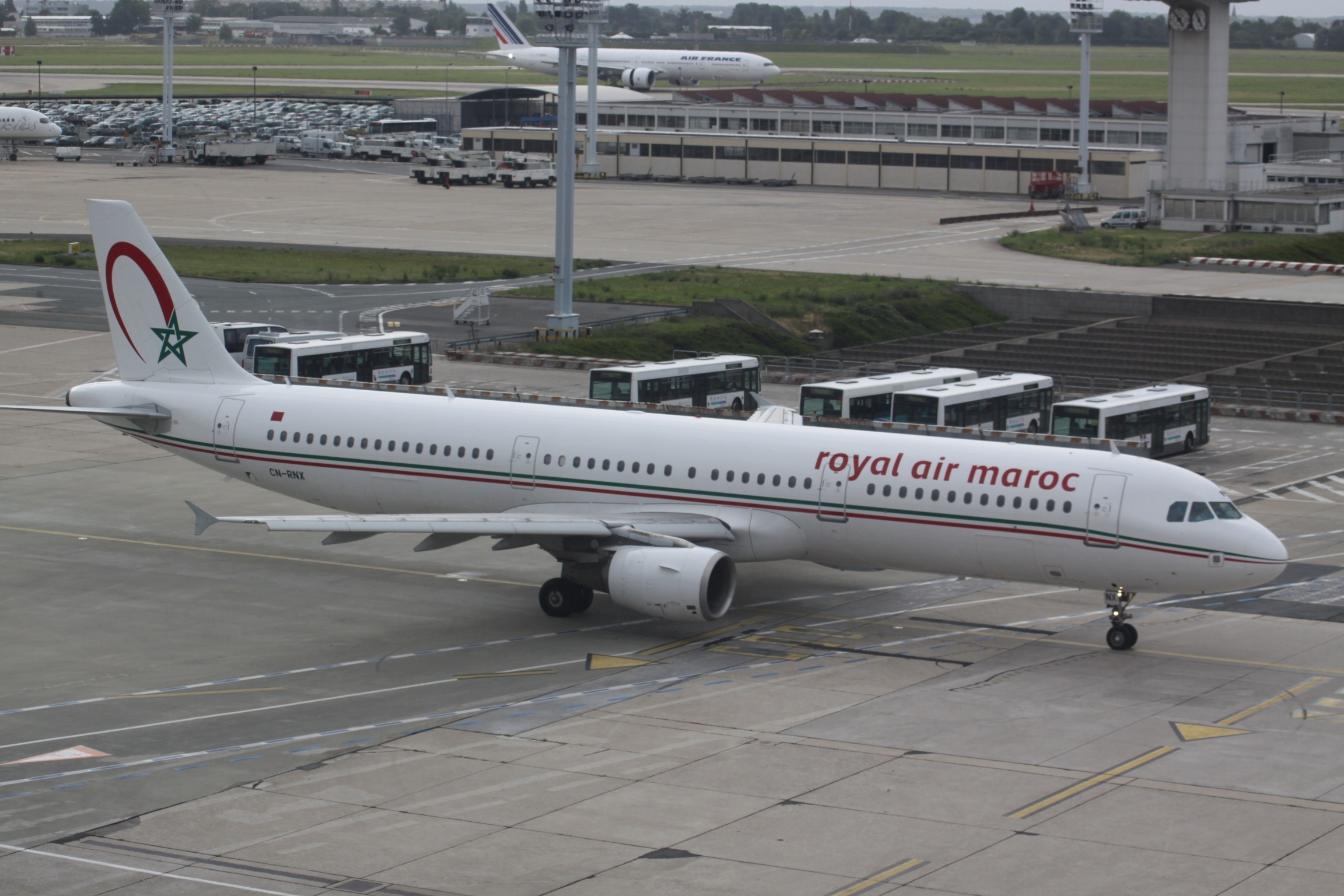
ATR 42-300
- エアバスA320-200
- エアバスA321-200
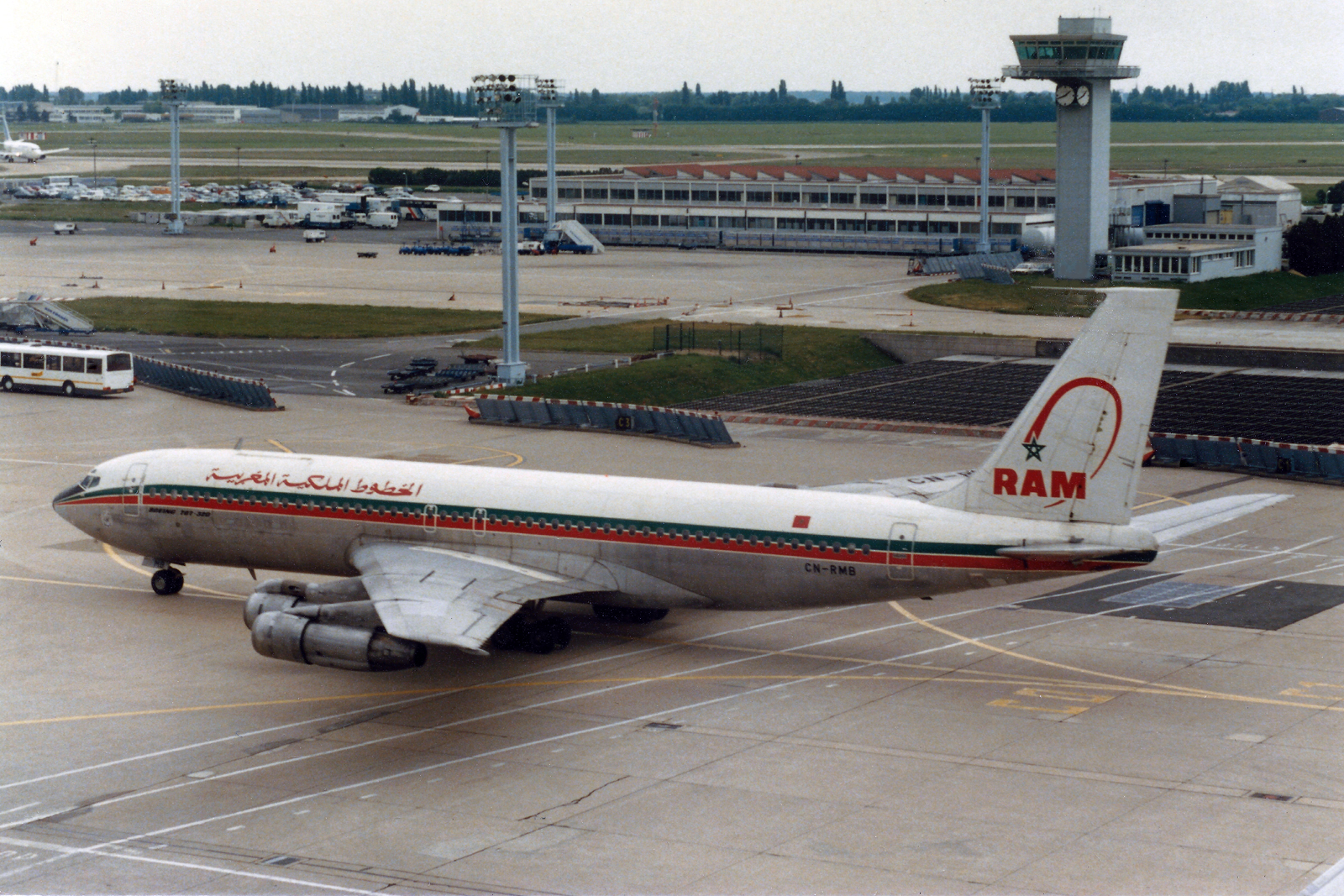
ボーイング707-120B/320
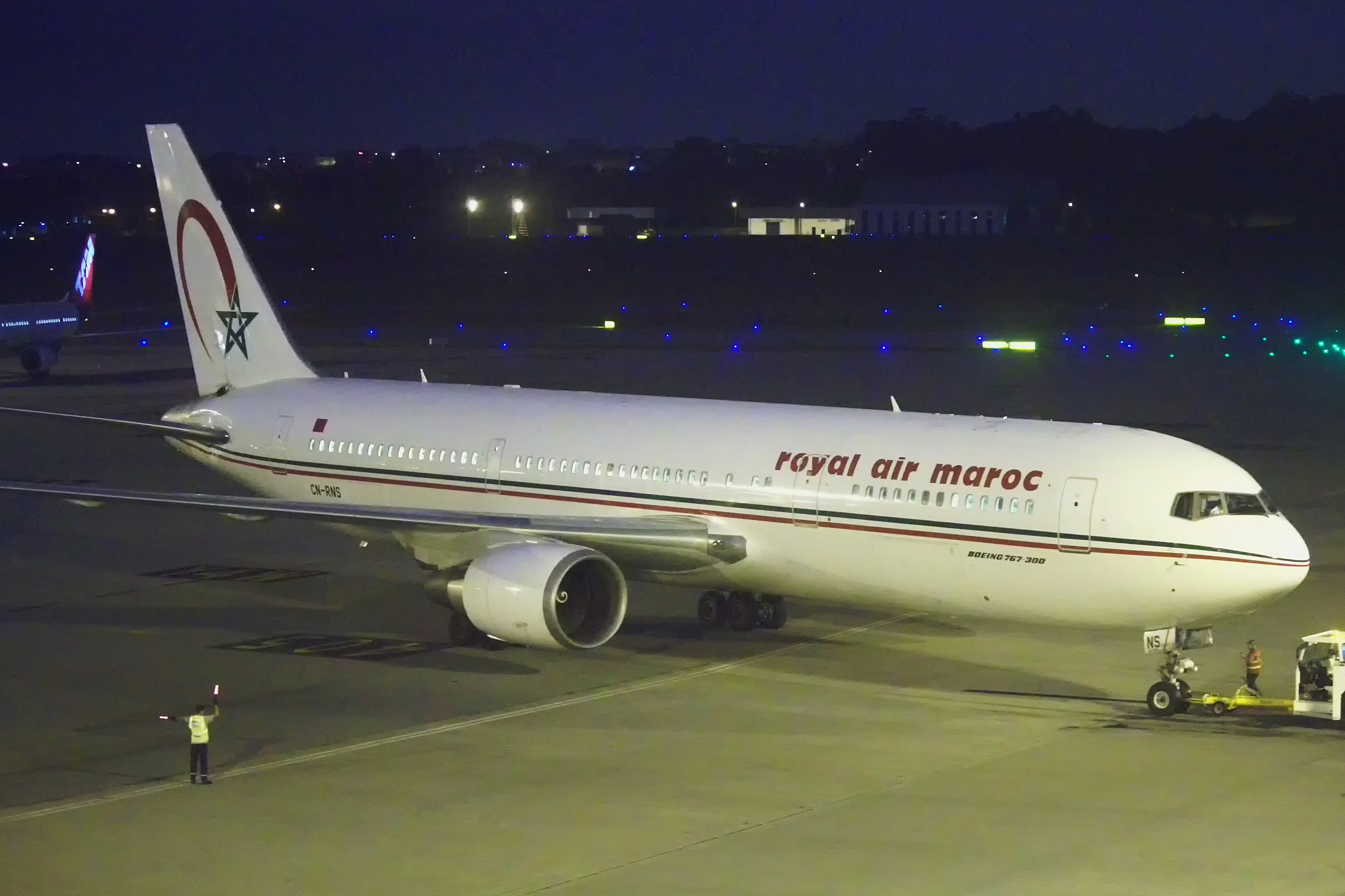
ボーイング720
- ボーイング737-200
- ボーイング737-300/400/500
- ボーイング737-700
- ボーイング747-100/200
- ボーイング747-400
- ボーイング747-SP
- ボーイング757-200
- ボーイング767-300ER
- ブリストル ブリタニア
- ダグラス C-47 スカイトレイン
- ダグラス C-54
- ロッキード L-749 コンステレーション
- シュド・カラベル

- エアバスA321-200
- ボーイング707-320C
- ボーイング767-300ER

## 就航都市
モロッコ国内線はもちろん、アフリカ各地や中東、ヨーロッパ、北アメリカと幅広いネットワークを有している。特に旧宗主国のフランス路線は多い。
| 国       | 都市           | 空港                         | 備考     |
| -------- | -------------- | ---------------------------- | -------- |
| モロッコ | カサブランカ   | ムハンマド5世国際空港        | ハブ空港 |
| モロッコ | ラバト         | ラバト＝サレ空港             |          |
| モロッコ | マラケシュ     | マラケシュ・メナラ空港       |          |
| モロッコ | タンタン       | タンタン                     |          |
| モロッコ | ゲルミン       | ゲルミン空港                 |          |
| モロッコ | エルラシディア | ムーレイ・アリ・シェリフ空港 |          |